# Cratere Banachiewicz
Banachiewicz è un cratere lunare di 99,09 km situato nella parte nord-orientale della faccia visibile della Luna.
Il cratere è dedicato al matematico polacco Tadeusz Banachiewicz.

## Crateri correlati
Alcuni crateri minori situati in prossimità di Banachiewicz sono convenzionalmente identificati, sulle mappe lunari, attraverso una lettera associata al nome.
| Banachiewicz | Coordinate           | Diametro (in km) |
| ------------ | -------------------- | ---------------- |
| B            | 5°17′24″N 78°58′12″E | 23,02            |
| C            | 7°01′12″N 75°19′48″E | 21,27            |
| E            | 7°34′12″N 74°45′00″E | 8,59             |